# Vigário-geral

Modelo do brasão de armas de um Vigário-Geral Católico

Um vigário-geral é o sacerdote constituído pelo bispo diocesano, com poder ordinário, de acordo com o Código de Direito Canônico, para ajudá-lo no governo de toda a diocese. A nomeação e a demissão do vigário-geral é de livre vontade do bispo.
Normalmente, o bispo deve constituir apenas um vigário-geral, a não ser que a enorme extensão territorial da diocese justifique o contrário. O vigário-geral é, ipso facto, o coordenador da cúria diocesana e tem, durante o tempo que exercer este cargo, o direito ao uso do título de monsenhor.